# Maud Hamilton
Maud Evelyn Petty-FitzMaurice, marchesa di Lansdowne, nata Lady Maud Evelyn Hamilton (17 dicembre 1850 – 21 ottobre 1932), è stata una nobile britannica.
Fu poi Viceregina dell'India (1888–1894) quando suo marito era Viceré.

## Biografia
Lady Lansdowne era una figlia di James Hamilton, I duca di Abercorn, e di sua moglie, Lady Louisa Jane Russell, figlia di John Russell, VI duca di Bedford. La coppia fu "ricordata a lungo come la coppia più bella e distinta della loro generazione".

## Matrimonio
Sposò, l'8 novembre 1869 nell'Abbazia di Westminster, Henry Petty-Fitzmaurice, V marchese di Lansdowne (14 gennaio 1845–3 giugno 1927), figlio di Henry Petty-FitzMaurice, IV marchese di Lansdowne. Ebbero quattro figli:
- Lady Evelyn Emily Mary Petty-Fitzmaurice (27 agosto 1870-2 aprile 1960), sposò Victor Cavendish, IX duca di Devonshire, ebbero sette figli;
- Henry Petty-Fitzmaurice, VI marchese di Lansdowne (14 gennaio 1872-5 marzo 1936);
- Lord Charles Francis George Petty-Fitzmaurice (12 febbraio 1874-30 ottobre 1914), sposò Lady Violet Elliot-Murray-Kynynmound, ebbero due figli;
- Lady Beatrix Frances Petty-Fitzmaurice (25 marzo 1877-5 agosto 1953), sposò Henry Beresford, VI marchese di Waterford, ebbero sei figli.

Dal 1905 al 1909 è stata Lady of the Bedchamber della regina Alessandra.
Durante la prima guerra mondiale fondò l'Officers' Families Fund e ne fu presidente, e lei e suo marito prestarono la loro casa, Lansdowne House a Berkeley Square, per fungere da quartier generale. Aveva già fatto lo stesso nella seconda guerra boera. Fondò anche un ospedale ausiliario della Croce Rossa nell'Orangery di Bowood House nella loro tenuta nel Wiltshire.

## Morte
Morì nel 1932 e fu sepolta a Derry Hill Church, Chippenham, Wiltshire.

## Ascendenza
|                                       |                                            |                                         | Genitori                                       |  |  | Nonni |  |  | Bisnonni                                 |  |  | Trisnonni         |  |
|                                       |                                            |                                         |                                                |  |  |       |  |  | 8. John Hamilton, I marchese di Abercorn |  |  | 16. John Hamilton |  |
|                                       |                                            |                                         |                                                |  |  |       |  |  | 8. John Hamilton, I marchese di Abercorn |  |  | 16. John Hamilton |  |
|                                       |                                            | 17. Harriet Craggs                      |                                                |  |  |       |  |  | 8. John Hamilton, I marchese di Abercorn |  |  |                   |  |
| 4. James Hamilton, visconte Hamilton  |                                            |                                         |                                                |  |  |       |  |  | 8. John Hamilton, I marchese di Abercorn |  |  |                   |  |
|                                       |                                            | 9. Catherine Copley                     | 18. Joseph Copley, I baronetto                 |  |  |       |  |  |                                          |  |  |                   |  |
|                                       |                                            | 9. Catherine Copley                     | 18. Joseph Copley, I baronetto                 |  |  |       |  |  |                                          |  |  |                   |  |
|                                       |                                            | 9. Catherine Copley                     | 19. Mary Buller                                |  |  |       |  |  |                                          |  |  |                   |  |
| 2. James Hamilton, I duca di Abercorn |                                            | 9. Catherine Copley                     |                                                |  |  |       |  |  |                                          |  |  |                   |  |
|                                       |                                            | 10. John Douglas                        | 20. James Douglas, XIV conte di Morton         |  |  |       |  |  |                                          |  |  |                   |  |
|                                       |                                            | 10. John Douglas                        | 20. James Douglas, XIV conte di Morton         |  |  |       |  |  |                                          |  |  |                   |  |
|                                       |                                            | 10. John Douglas                        | 21. Bridget Heathcote                          |  |  |       |  |  |                                          |  |  |                   |  |
| 5. Harriet Douglas                    |                                            | 10. John Douglas                        |                                                |  |  |       |  |  |                                          |  |  |                   |  |
|                                       |                                            | 11. Frances Lascelles                   | 22. Edward Lascelles, I conte di Harewood      |  |  |       |  |  |                                          |  |  |                   |  |
|                                       |                                            | 11. Frances Lascelles                   | 22. Edward Lascelles, I conte di Harewood      |  |  |       |  |  |                                          |  |  |                   |  |
|                                       |                                            | 11. Frances Lascelles                   | 23. Anne Chaloner                              |  |  |       |  |  |                                          |  |  |                   |  |
| 1. Maud Hamilton                      |                                            | 11. Frances Lascelles                   |                                                |  |  |       |  |  |                                          |  |  |                   |  |
|                                       | 12. Francis Russell, marchese di Tavistock | 24. John Russell, IV duca di Bedford    |                                                |  |  |       |  |  |                                          |  |  |                   |  |
|                                       | 12. Francis Russell, marchese di Tavistock | 24. John Russell, IV duca di Bedford    |                                                |  |  |       |  |  |                                          |  |  |                   |  |
|                                       | 12. Francis Russell, marchese di Tavistock | 25. Gertrude Leveson-Gower              |                                                |  |  |       |  |  |                                          |  |  |                   |  |
| 6. John Russell, VI duca di Bedford   | 12. Francis Russell, marchese di Tavistock |                                         |                                                |  |  |       |  |  |                                          |  |  |                   |  |
|                                       |                                            | 13. Elizabeth van Keppel                | 26. Willem van Keppel, II conte di Albemarle   |  |  |       |  |  |                                          |  |  |                   |  |
|                                       |                                            | 13. Elizabeth van Keppel                | 26. Willem van Keppel, II conte di Albemarle   |  |  |       |  |  |                                          |  |  |                   |  |
|                                       |                                            | 13. Elizabeth van Keppel                | 27. Anne Lennox                                |  |  |       |  |  |                                          |  |  |                   |  |
| 3. Louisa Jane Russell                |                                            | 13. Elizabeth van Keppel                |                                                |  |  |       |  |  |                                          |  |  |                   |  |
|                                       |                                            | 14. Alexander Gordon, IV duca di Gordon | 28. Cosmo Gordon, III duca di Gordon           |  |  |       |  |  |                                          |  |  |                   |  |
|                                       |                                            | 14. Alexander Gordon, IV duca di Gordon | 28. Cosmo Gordon, III duca di Gordon           |  |  |       |  |  |                                          |  |  |                   |  |
|                                       |                                            | 14. Alexander Gordon, IV duca di Gordon | 29. Catherine Gordon                           |  |  |       |  |  |                                          |  |  |                   |  |
| 7. Georgiana Gordon                   |                                            | 14. Alexander Gordon, IV duca di Gordon |                                                |  |  |       |  |  |                                          |  |  |                   |  |
|                                       |                                            | 15. Jane Maxwell                        | 30. William Maxwell, III baronetto di Monreith |  |  |       |  |  |                                          |  |  |                   |  |
|                                       |                                            | 15. Jane Maxwell                        | 30. William Maxwell, III baronetto di Monreith |  |  |       |  |  |                                          |  |  |                   |  |
|                                       |                                            | 15. Jane Maxwell                        | 31. Magdalena Blair                            |  |  |       |  |  |                                          |  |  |                   |  |
|                                       |                                            | 15. Jane Maxwell                        |                                                |  |  |       |  |  |                                          |  |  |                   |  |